# Schiffornis olivacea
Schiffornis olivacea là một loài chim trong họ Tityridae.